# Mary Robinson
Mary Therese Winifred Robinson (irsk: Máire Mhic Róibín, født 21. maj 1944 i Ballina i Irland) er en irsk socialdemokratisk politiker. Hun var præsident i Republikken Irland fra 1990 til 1997 som den første kvinde på posten. Fra 1997 til 2002 var hun FN's højkommissær for menneskerettigheder.
Robinson er formand for Institute for Human Rights and Business og er universitetsrektor på University of Dublin. Hun holder ofte foredrag om menneskerettigheder. Hun sidder i Mo Ibrahim Foundations bestyrelse, er formand for International Institute for Environment and Development (IIED) og er grundlæggende medlem og formand for Council of Women World Leaders.
Hendes erindringer blev publicerede i 2012 under titlen 'Everybody Matters'.

## Politisk karriere
Mary Robinson er uddannet jurist, og blev som 25-årig professor i forfatningsret og strafferet ved Trinity College i Dublin.
Fra 1969 til 1989 var hun medlem af Seanad Éireann, det irske senatet.
7. november 1990 blev hun valgt til præsident i Republikken Irland, som landets første kvindelige præsident.
Efter udløbet af præsidentperioden blev hun udnævnt til FN's højkommisær for menneskerettigheder i 1997.
Fra 2002 har hun været ærespræsident for Oxfam International.
Hun har siden 2018 været formand i gruppen The Elders, startet af Nelson Mandela i 2007. Gruppen består af verdensledere, fredsaktivister og menneskerettighedsforkæmpere der arbejder sammen for at fremme fred og menneskerettigheder. 